# Drie Haringen
Drie Haringen of een variatie erop komt voor als naam van een historisch gebouw. Ook horecabedrijven gebruiken de naam nogal eens. De oorsprong ligt bij kooplieden die handeldreven met Skåne (Schone), tegenwoordig in Zweden, maar vroeger in Denemarken gelegen. Op de heenreis brachten ze er per schip laken, wijn en zout, terwijl op de terugvaart vooral haring werd meegenomen. Een aantal middeleeuwse steden in de Nederlanden had een Schonevaardersgilde of -broederschap die drie gekroonde haringen in hun wapen voerden.
Monumenten met een oorsprong in de Schonevaarderstijd zijn:
- De Drie Haringen (Arnhem), een historisch gebouw in Arnhem
- De Drie Haringen (Deventer), een huis aan de Brink te Deventer.